# ちゃお連載作品の一覧
ちゃお連載作品の一覧（ちゃおれんさいさくひんのいちらん）では小学館の少女漫画雑誌『ちゃお』に連載された漫画作品を一覧としてまとめる。
- 掲載順は連載開始順とし、連載開始時期が不明のものについては末尾にまとめている。
- 2025年8月1日（2025年9月号）現在連載中の作品については太字で表記している。

## 1970年代開始
- 気になるこのみちゃん（小橋もと子）：1977年10月号 - 1979年1月号
- 初恋いちばんのり（鈴賀レニ）：1977年10月号 - 1978年
- 舞子の詩（上原きみこ）：1977年10月号 - 1981年8月号
- 丘の上の仲間たち（三浦浩子）：1978年1月号 - 1978年12月号
- 若草のシャルロット（時松早苗）：1978年1月号 - 1978年6月号
- しあわせ指数（樫みちよ）：1978年 - 1978年11月号
- 雲のかなたへ（島貴子）：1978年12月号 - 1979年4月号
- ビオランテ（風間宏子）：1979年10月号 - 1980年12月号

## 1980年代開始
- Let's go 奈々!（島貴子）：1980年9月号 - 1983年7月号
- 名探偵江戸川乱子（聖鈴子）：1981年8月号 - 1983年3月号
- 夢時計（上原きみこ）：1982年7月号 - 1984年2月号
- アルペンローゼ（赤石路代）：1983年4月号 - 1986年6月号
- ピンクなきみにブルーなぼく（惣領冬実）：1984年9月号 - 1988年1月号
- 魔法のスターマジカルエミ（あらいきよこ）：1985年5月号 - 1986年
- セーラー服通り（つづき春）：1986年2月号 - 1986年9月号
- 魔法のアイドルパステルユーミ（あらいきよこ）：1986年4月号 - 1986年11月号
- スローステップ（あだち充）：1986年9月号 - 1991年3月号
- 天よりも星よりも（赤石路代）：1986年10月号 - 1989年9月号
- おんな風林火山（原作：佐々木守・作画：ありさか邦）：1986年11月号 - 1987年6月号
- 神さまO・NE・GA・I（あらいきよこ）：1987年3月号 - 1988年8月号
- 陵子の心霊事件簿（篠原千絵）：1987年7月号 - 1991年2月号
- クレッシェンドすけっち（佐柄きょうこ）：1987年11月号 - 1988年1月号
- TONBI!ジェネレーション（佐柄きょうこ）：1988年4月号 - 1990年
- GENKIでファイト!!（あらいきよこ）：1988年10月号 - 1990年5月号

## 1990年代開始

### 1990年代前半
- カレー倶楽部にあいにきて（あらいきよこ）：1990年 - 1991年
- エンジェル・ボーイ（佐柄きょうこ）：1990年9月号 - 1991年
- 水色時代（やぶうち優）：1991年6月号 - 1991年8月号、1991年12月号 - 1994年4月号
- 四つ葉のクローバー（聖鈴子）：1991年10月号 - 1992年12月号
- RUSH!（佐柄きょうこ）：1991年 - 1992年6月号
- まちかど青木医院（春野夏海）：1992年1月号 - 1992年4月号
- めでぃかるマジカル（真木ひいな）：1992年1月号 - 1992年
- アリスにおまかせ!（あらいきよこ）：1992年2月号 - 1995年10月号
- らびっとスプリッツ（池田多恵子）：1992年3月号 - 1992年
- ミラクル★ボイス（柳田恵子）：1992年6月号 - 1992年
- しっぽの先まで!!（春野夏海）1992年7月号 - 1992年
- ちゃーみんぐ（清水真澄）1992年8月号 - 1995年3月号
- ワン・モア・ジャンプ（赤石路代）1992年9月号 - 1996年4月号
- 海風通り（生島ゆう）：1992年 - 1993年1月号
- ぴっかぴかヴィーナス!（池田多恵子）：1992年 - 1993年
- 愛の戦士ヘッドロココ 天と星の伝説（藤井みどり）：1992年11月号 - 不明
- どきどきDo!れみ（うえだ未知）：1992年11月号 - 不明
- なんでも♥アリス（河井りつ子）：1992年11月号 - 1993年12月号
- あさりちゃん（室山まゆみ）：1992年11月号 - 1995年7月号
- みい子で〜す!（おのえりこ）：1992年11月号 - 1994年12月号
- ハートにダンク（富所和子）：1993年1月号 - 1994年2月号
- ポプリ童話をおしえて（佐柄きょうこ）：1993年1月号 - 1993年5月号
- Majo Majo すくらんぶる（真木ひいな）：1993年2月号 - 1993年10月号
- ムカムカパラダイス（いがらしゆみこ）：1993年3月号 - 1994年9月号
- トライ・アゲイン（柳田恵子）：1993年6月号 - 1993年8月号
- ぱにっく!JIN・JIN（谷沢直）：1993年7月号 - 1993年9月号
- ムーン★パルファム（藤井みどり）：1993年9月号 - 1993年11月号
- ひとりじゃないもん!（原作：笹川ひろし「ドッキリふたご名探偵シリーズ」、佐柄きょうこ）：1993年8月号 - 1994年3月号
- 空からのGOOD★NIGHT!!（林明日子）：1993年11月号 - 1994年1月号
- 二代目ねずみ小僧おりん参上!!（池田多恵子）：1993年12月号 - 1994年2月号
- ネコリスちゃん（笹木竹丸）：1993年12月号 -
- ドラキュラっ娘マドンナ ちーくれまっか!伝説（河井りつ子）：1994年1月号 - 1995年
- ドナ・ドナろまんす（真木ひいな）：1994年2月号 - 1994年4月号
- 愛天使伝説ウェディングピーチ（原作：富田祐弘・作画：谷沢直）：1994年3月号 - 1996年4月号
- きみはフィールドの風（宮脇ゆきの）：1994年3月号 -
- スターライト（藤井みどり）：1994年4月号 -
- KAREN（やぶうち優）：1994年6月号 - 1996年2月号
- とんでぶーりん（池田多恵子）：1994年10月号 - 1995年9月号
- ヘリタコぷーちゃん（笹木竹丸）：1994年10月号 - 2000年9月号
- I LOVE YOU（高瀬由香）：1994年 - 1997年

### 1990年代後半
- こっちむいて!みい子（おのえりこ）：1995年1月号 - 連載中
- エンジェルリップ（あらいきよこ）：1996年2月号 - 1999年7月号
- 少女革命ウテナ（さいとうちほ）：1996年9月号 - 1998年3月号
- ぼくたちの卒業（宮脇ゆきの）：1996年10月号 - 1997年3月号
- 新水色時代（やぶうち優）：1996年4月号 - 1997年4月号
- アタック★オン（おおばやしみゆき）：1996年5月号 - 1996年12月号
- 夜がおわらない（赤石路代）：1996年6月号 - 1997年8月号
- ひまいぬペッパー!（杉木やすこ）：1996年8月号 - 1999年10月号、2001年10月号
- 恋するタロット（おおばやしみゆき）：1997年1月号 - 1997年5月号
- キューティーハニーF（永井豪・飯坂友佳子）：1997年3月号 - 1998年4月号
- はじけてB.B.（今井康絵）：1997年5月号 - 1998年12月号
- おちゃらかほい!（やぶうち優）：1997年6月号 - 1998年5月号
- 泣いてもいいよ。（おおばやしみゆき）：1997年7月号 - 1997年11月号
- ポケットモンスター PiPiPi★アドベンチャー（月梨野ゆみ）：1997年7月号 - 2003年2月号
- デイジー♡マジック（にしむらともこ）：1999年1月号 - 1999年6月号
- 放課後チルドレン（おおばやしみゆき）：1998年2月号 - 1999年2月号
- 神様のミステイク（宮脇ゆきの）：1998年3月号 - 1998年5月号
- ファンファン・ファーマシィー（森江真子）：1998年3月号 - 不明
- マジカル★チェイサーAKI（すぎ恵美子）：1998年4月号 - 不明
- 清き一票お願いします!!（陣名まい）：1998年5月号 - 1998年7月号
- みどりのつばさ（やぶうち優）：1998年7月号 - 1999年6月号
- 花まるDEキッチン（にしむらともこ）：1998年8月号 - 1999年1月号
- ぷりんのまんま（竜山さゆり）：1998年9月号 - 1998年11月号
- ライバルはキュートBoy（富所和子）：1999年1月号 - 2002年4月号
- とっても!B.B.（今井康絵）：1999年2月号 - 2000年5月号
- いたずらな24時（宮脇ゆきの）：1999年2月号 - 1999年7月号
- 天使のはぴねす（にしむらともこ）：1999年3月号 - 1999年8月号
- できるでしょ!（清水真澄）：1999年4月号 - 2000年1月号
- コレクター・ユイ（麻宮騎亜）：1999年4月号 - 2000年3月号
- ぷくぷく天然かいらんばん（竜山さゆり）：1999年4月号 - 2005年7月号
- 100万回きかせてよ（おおばやしみゆき）：1999年5月号 - 2000年2月号
- ぴゅあ♡ぴゅあ（やぶうち優）：1999年8月号 - 2000年1月号
- ジョリーロジャー★ファンタジー（飯坂友佳子）：1999年8月号 - 1999年12月号
- Dr.リンにきいてみて!（あらいきよこ）：1999年8月号 - 2003年6月号
- 1/2シリーズ(1/2エンゲージ、1/2ウェディング、1/2ハネムーン、1/2セレモニー)（宮脇ゆきの）：1999年10月号 - 2001年3月号
- うさくまわんだフル（杉本ヤスコ）：1999年11月号 - 2001年12月号
- りとる²★ミラクル（にしむらともこ）：1999年12月号 - 2000年5月号

## 2000年代開始

### 2000年開始
- ルナ・ルナティック（飯坂友佳子）：2000年2月号 - 2000年11月号
- めーどいん☆みかる（陣名まい）：2000年2月号 - 2001年1月号
- エンジェル★ブルー（北村亜紀）：2000年3月号 - 2000年5月号
- 恋はオン・エア!（篠塚ひろむ）：2000年4月号 - 6月号
- Go→Go→マンボー（笹木竹丸）：2000年4月号 - 2001年9月号
- コレクター・ユイ ギャグネット大作戦（浦本直見）：2000年4月号 - 2000年10月号
- きらきら☆迷宮（おおばやしみゆき）：2000年5月号 - 2001年12月号
- 1000万★スキャンダル（かなき詩織）：2000年6月号 - 2000年8月号
- 天使なやつら（今井康絵）：2000年7月号 - 2001年7月号
- プリズムハート（清水真澄）：2000年7月号 - 2000年9月号
- 恋はゲームで!（篠塚ひろむ）：2000年8月号 - 2000年10月号
- すくらんぶる-b（にしむらともこ）：2000年9月号 - 2002年2月号
- 雪ん子!!（五十嵐かおる）：2000年9月号 - 2000年10月号
- 極☆RAKUロックンガール（溝口涼子）：2000年10月号 - 2000年12月号
- RION’sサロンで夢気分（咲良りょう）：2000年11月号 - 2001年1月号
- たむたむミンミン（浦本直見）：2000年11月号 - 2001年12月号

### 2001年開始
- WINGシリーズ（無敵のWING!、奇跡のWING!）（飯坂友佳子）：2001年1月号 - 2002年1月号
- プリンセス・パニック（北村亜紀）：2001年2月号 - 2001年4月号
- 極上!パラダイス（清水真澄）：2001年2月号 - 2001年4月号
- あいら武遊伝!（陣名まい）：2001年4月号 - 2001年9月号
- ちぇんじ!（篠塚ひろむ）：2001年5月号 - 2001年7月号
- バクレツ★歌姫21（五十嵐かおる）：2001年5月号 - 2001年10月号
- プリモプエル（かがり淳子）：2001年6月号 - 2002年5月号
- ブリリアントな魔法（宮脇ゆきの）：2001年6月号 - 2003年1月号
- ミニモニ。やるのだぴょん!（もりちかこ）：2001年7月号 - 2004年6月号
- ないしょのダーリン（北村亜紀）：2001年7月号 - 2001年9月号
- ミルモでポン!（篠塚ひろむ）：2001年9月号 - 2006年1月号
- 原宿バンビーナ（今井康絵）：2001年9月号 - 2002年9月号
- お受験キッズ いぶき☆ハイテンション（もりちかこ）：2001年10月号 - 2001年12月号
- おいでよ! ヘナモン世界 カスミン（八神千歳）：2001年10月号 - 2002年9月号
- ぱにょぱにょデ・ジ・キャラット（ひな。）：2001年11月号 - 2003年2月号
- ガオガオかむかむ（笹木竹丸）：2001年11月号 - 2002年10月号
- バーガータイムはいつも熱々（陣名まい）：2001年12月号 - 2002年5月号

### 2002年開始
- 恋するプラスチックベイビー（溝口涼子）：2002年1月号 - 2002年3月号
- ユウキ♥エール（五十嵐かおる）：2002年1月号 - 2002年3月号
- エンジェル・ハント（おおばやしみゆき）：2002年3月号 - 2004年6月号
- すき♥すき♥だいすきっ（中原杏）：2002年4月号 - 2002年6月号
- 聖ポリス★SEIKA（飯坂友佳子）：2002年4月号 - 2002年9月号
- プチプチ☆プーチ（苑田和見）：2002年4月号 - 2002年10月号
- 未来・Pureボイス（五十嵐かおる）：2002年5月号 - 2003年1月号
- 空色☆すくらんぶる（にしむらともこ）：2002年6月号 - 2004年3月号
- くのいち生徒会 こいき七変化!!（もりちかこ）：2002年7月号 - 2004年3月号
- まんがみたいな恋したいっ!（八神千歳）：2002年9月号 - 2002年11月号
- てれぱり・きっす（中原杏）：2002年11月号 - 2003年1月号
- とらたぬ算用塾（かがり淳子）：2002年11月号 - 2003年1月号
- 熱血!!バレー部にゃな子（兎野みみ）：2002年11月号 - 2003年1月号
- ふらいんぐ♥人魚姫（陣名まい）：2002年12月号 - 2003年2月号
- 抱きしめて!ノアール（飯坂友佳子）：2002年12月号 - 2003年5月号

### 2003年開始
- シンデレラコレクション（今井康絵）：2003年1月号 - 2005年3月号
- くるみちっく☆ミラクル（八神千歳）：2003年2月号 - 2003年4月号
- バブっとネコてん（笹木竹丸）：2003年2月号 - 2004年7月号
- いじわるらぶ♥デビル（中原杏）：2003年3月号 - 2003年8月号
- ポケットモンスター チャモチャモ☆ぷりてぃ♪（月梨野ゆみ）：2003年3月号 - 2006年9月号
- プリンセスVer.1（宮脇ゆきの）：2003年4月号 - 2004年8月号
- デ・ジ・キャラットにょ（水瀬いつる）：2003年4月号 - 2004年4月号
- 魔的（チャーミー）★♦♣がーるふれんど（五十嵐かおる）：2003年5月号 - 2004年5月号
- いけない・ナビゲーション（八神千歳）：2003年7月号 - 2003年12月号
- すてきに!ドリームステージ（清水真澄）：2003年7月号 - 2003年9月号
- おとぎ話で秘密のキス（高宮智）：2003年8月号 - 2003年10月号
- ビューティー・ポップ（あらいきよこ）：2003年9月号 - 2008年2月号
- オトナになるもん!（中原杏）：2003年11月号 - 2004年1月号

### 2004年開始
- きらりん☆レボリューション（中原杏）：2004年3月号 - 2009年6月号
- 金色のガッシュベル!!（牧原若菜）：2004年3月号 - 2005年4月号
- キス・キス（八神千歳）：2004年4月号 - 2005年3月号
- スパーク!!ララナギはりけ〜ん（もりちかこ）：2004年5月号 - 2005年12月号
- 魔法少女隊アルス（雨宮慶太/魔法少女隊Project・陣名まい）：2004年5月号 - 2005年3月号
- もも・もも・ピーチ（にしむらともこ）：2004年6月号 - 2004年11月号
- まじかる☆スイート☆マーメイド（水瀬いつる）：2004年7月号 - 2004年9月号
- らぶりー♥デコレーション!!（五十嵐かおる）：2004年8月号 - 2005年1月号
- I LOVE W（北村有香）：2004年8月号 - 2005年7月号
- モンスターキャンディー（おおばやしみゆき）：2004年9月号 - 2005年9月号
- おはガール スターフルー2のスタフルマジック（河村じゅん）：2004年11月号 - 2005年1月号
- ルナティック・Honey（宮脇ゆきの）：2004年11月号 - 2005年4月号

### 2005年開始
- チェリッシュ!!（阿南まゆき）：2005年1月号 - 2005年3月号
- ノンストップ☆のん!!（こはら裕子）：2005年2月号 - 2005年4月号
- 無敵乙女くれない花吹雪（にしむらともこ）：2005年3月号 - 2005年8月号
- あっちこっち たまごっちタウンシリーズ（かがり淳子）：2005年3月号 - 2009年3月号
  - あっちこっち たまごっちタウン：2005年3月号 - 2006年12月号
  - あっちこっち たまごっちタウン はいぱー：2007年1月号 - 2009年3月号
- ふしぎ星の☆ふたご姫 〜ラブリーキングダム〜（バースデイ・阿南まゆき）：2005年4月号 - 2006年2月号
- ボクのプラチナレディー（八神千歳）：2005年5月号 - 2006年7月号
- 輝け! 青葉（今井康絵）：2005年6月号 - 2005年11月号
- Fun☆Fan☆からくり姫（北村有香）：2005年6月号 - 2005年8月号
- はぴはぴクローバー（竜山さゆり）：2005年8月号 - 2008年11月号
- ふしぎ少女探偵キャラ＆メル（北村有香）：2005年8月号 - 2006年1月号
- Cafe de ロマンス（宮脇ゆきの）：2005年9月号 - 2006年2月号
- 楽園★キッズ（こはら裕子）：2005年10月号 - 2005年12月号
- ミニマム★マニア（小原ショウ）：2005年12月号 - 2006年2月号

### 2006年開始
- 極上!!めちゃモテ委員長シリーズ（にしむらともこ）：2006年1月号 - 2014年1月号
  - 極上!!めちゃモテ委員長：2006年1月号 - 2006年6月号
  - もっと極上!!めちゃモテ委員長：2006年7月号 - 2006年11月号
  - やっぱ極上!!めちゃモテ委員長：2007年1月号 - 2007年6月号
  - だって極上!!めちゃモテ委員長：2007年7月号 - 2008年2月号
  - ぐっと極上!!めちゃモテ委員長：2008年4月号 - 2008年11月号
  - ぐぐっと極上!!めちゃモテ委員長：2008年12月号 - 2012年5月号
  - 極上!!めちゃモテ委員長premium：2012年8月号 - 11月号
  - 新・極上!!めちゃモテ委員長：2013年2月号 - 7月号
  - 新・極上!!めちゃモテ委員長cute：2013年10月号 - 2014年1月号
- でびる★まじっく（明野みる）：2006年1月号 - 2006年3月号
- チャームエンジェル（もりちかこ）：2006年2月号 - 2008年5月号
- くるりんぱっ!シリーズ（今井康絵）：2006年3月号 - 2007年4月号
  - くるりんぱっ!：2006年3月号 - 2006年8月号
  - ホップ ステップ くるりんぱっ!：2006年12月号 - 2007年4月号
- 終わらない歌をうたおう!（五十嵐かおる）：2006年3月号 - 2006年5月号
- 恋するプリン!シリーズ（篠塚ひろむ）：2006年4月号 - 2008年4月号
  - 恋するプリン!：2006年4月号 - 2007年9月号
  - 恋するプリン! キュ〜ト☆：2007年11月号 - 2008年4月号
- ママ♥トラブル（こはら裕子）：2006年5月号 - 2006年9月号
- にゃんにゃがにゃん（いわおかめめ）：2006年6月号 - 2006年8月号
- 3色 シグナル（小原ショウ）： - 2006年12月号
- ラブコミ・れっすん 〜恋愛まんがのつくり方〜（阿南まゆき）：2006年8月号 - 2007年1月号
- きゃらめる♥キッスシリーズ（八神千歳）：2006年9月号 - 2008年3月号
  - きゃらめる♥キッス：2006年9月号 - 2007年2月号
  - きゃらめる♥キッスChu!：2007年3月号 - 2007年7月号
  - きゃらめる♥キッスSweet!：2007年8月号 - 2008年3月号
- おいでよ どうぶつの森 〜しあわせ通信〜（森江真子）：2006年10月号 - 2007年12月号
- 怪盗ミルキィ☆ドロップ（いわおかめめ）：2006年11月号 - 2007年1月号

### 2007年開始
- トゥインクルちぇりー（小原ショウ）：2007年2月号 - 2007年4月号
- 誰かさんの落としもの（こはら裕子）：2007年2月号 - 2007年3月号
- ぎゅぎゅっと守って!（いわおかめめ）：2007年4月号 - 2007年9月号
- 特攻サヤカシリーズ（和央明）：2007年5月号 - 2009年2月号
  - 特攻サヤカ☆夜露死苦：2007年5月号 - 2007年7月号
  - 特攻サヤカ☆愛羅武勇：2007年9月号 - 2007年12月号
  - 特攻サヤカ☆仏恥義理：2008年2月号 - 2008年7月号
  - 特攻サヤカ☆天下無敵：2008年9月号 - 2009年2月号
- コンコン×ハニー（まいた菜穂）：2007年6月号 - 2007年8月号
- もも蔵&くり犬（みやまあかね）：2007年8月号 - 2009年7月号
- リズミカル☆スタイル（葵みちる）：2007年8月号 - 2007年10月号
- ジャングルおねえちゃん（明野みる）：2007年10月号 - 2007年12月号
- ぱわふる☆チアーズ!!（小坂まりこ）：2007年11月号 - 2008年1月号
- まひるの流れ星☆☆シリーズ（いわおかめめ）：2007年12月 - 2008年12月号
  - まひるの流れ星☆☆：2007年12月 - 2008年6月号
  - まひるの流れ星☆☆どっきん：2008年8月号 - 2008年12月号
- フコウモリ 〜きょうもアンハッピー!?〜（JINCO）： - 2009年10月号

### 2008年開始
- 干支☆えとせとら（環方このみ）：2008年1月号 - 2008年3月号
- まんてん・いろは小町（小坂まりこ）：2008年3月号 - 2008年5月号
- ときめく・まりあーじゅ（葵みちる）：2008年4月号 - 2008年10月号
- おにがわら横町三丁目（八神千歳）：2008年5月号 - 2009年1月号
- なでしこ♥プリマ（久世みずき）：2008年5月号 - 2008年7月号
- ちび☆デビ!（篠塚ひろむ）：2008年6月号 - 2014年12月号
- サファイア学園 アストロカフェ（三咲あや）：2008年6月号 - 2008年8月号
- わるいこヒーロー（もりちかこ）：2008年7月号 - 2008年12月号
- めしませ・かれんちゃん（明野みる）：2008年7月号 - 2008年9月号
- はつ恋サマーロマネスク（藤実リオ）：2008年8月号 - 2008年10月号
- きみといっしょ!? 〜ぼくとわたしの○×問題〜（森田ゆき）：2008年10月号 - 2008年12月号
- らぶらぶ・ナース（三咲あや）：2008年11月号 - 2009年1月号

### 2009年開始
- くまップリ（竜山さゆり）：2009年1月号 - 2009年10月号
- 街へいこうよ どうぶつの森 〜たんぽぽ村だより〜（森江真子）：2009年1月号 - 2010年3月号
- ウルトラはなまるZ組（小坂まりこ）：2009年1月号 - 2009年5月号
- メイドじゃないもん!シリーズ（いわおかめめ）：2009年2月号 - 2010年2月号
  - メイドじゃないもん!：2009年2月号 - 2009年7月号
  - メイドじゃないもん! スイートキス：2009年9月号 - 2010年2月号
- わいわいっ☆Hey! Say! JUMP（能登山けいこ）：2009年2月号 - 2016年6月号
- いっしょにかえろ。（環方このみ）：2009年2月号 - 2009年4月号
- とんでる!ポニーテール（もりちかこ）：2009年3月号 - 2010年2月号
- バンパイアのおきにいり♥（くまき絵里）：2009年3月号 - 2009年5月号
- オレ様キングダムシリーズ（八神千歳）：2009年4月号 - 2014年7月号
  - オレ様キングダム：2009年4月号 - 2010年3月号
  - オレ様キングダム (R) ：2010年5月号 - 2013年11月号
  - オレ様キングダムF：2014年2月号-7月号
- 神様のリング（小原ショウ）：2009年4月号 - 2009年9月号
- 姫ギャル♥パラダイスシリーズ（和央明）：2009年5月号 - 2012年10月号
  - 姫ギャル♥パラダイス：2009年5月号 - 2009年10月号
  - 姫ギャル♥パラダイス アゲアゲMAX系：2009年12月号 - 2011年2月号
  - 姫ギャル♥パラダイス あげぽよMAX!：2011年4月号 - 2012年10月号
- 彼と彼女と彼女（森田ゆき）：2009年6月号 - 2009年8月号
- 世界制服☆ハニー（葵みちる）：2009年8月号 - 2009年10月号
- イヌイさんッ!（月鈴茶子）：2009年8月号 - 2016年4月号
- くるるんっ☆りえるチェンジ!（中原杏）：2009年9月号 - 2010年7月号
- 魔女は恋にヘンしてる（くまき絵里）：2009年10月号 - 2009年12月号
- さくらかんづめ（森田ゆき）：2009年11月号 - 2010年4月号

## 2010年代開始

### 2010年開始
- ふしぎの森のモリコ（能登山けいこ）：2010年2月号 - 2010年4月号
- ジュエルペット（竜山さゆり）：2010年2月号 - 2010年9月号
- あっちこっちたまごっち! カーニバル☆（かがり淳子）：2010年3月号 - 2011年12月号
- 2人で守ってあげます!（藤実リオ）：2010年3月号 - 2010年5月号
- わざアリっ♥きわみちゃん（もりちかこ）：2010年4月号 - 2011年9月号
- ダイアモンド・ステップ（いわおかめめ）：2010年4月号 - 2010年9月号
- まほちゅー!シリーズ（やぶうち優）：2010年4月号 - 2012年1月号
  - まほちゅー：2010年4月号 - 2010年11月
  - まほちゅー!+：2011年1月号 - 2011年6月号
  - まほちゅー!&：2011年8月号 - 2012年1月号
- ラブ侍ユイカ（葵みちる）：2010年5月号 - 2010年7月号
- リルぷりっ（陣名まい）：2010年5月号 - 2011年3月号
- 豆しばばばっ!（新井理恵）：2010年5月号 - 2012年3月号
- すったもんだ! ピラメキパンダ☆（環方このみ）：2010年5月号 - 2011年8月号
- となりのオバケさん（中嶋ゆか）：2010年6月号 - 2010年8月号
- きな子 〜見習い警察犬の物語〜（みやまあかね）：2010年7月号 - 2010年9月号
- あの日、僕らは…（まいた菜穂）：2010年8月号 - 2010年10月号
- にじいろ☆プリズムガール（中原杏）：2010年10月号 - 2014年1月号
- 真代家こんぷれっくす!（久世みずき）：2010年10月号 - 2010年12月号
- ココロカーテン（中嶋ゆか）：2010年11月号 - 2011年3月号
- 沢渡さんを攻略する方法（森田ゆき）：2010年12月号 - 2011年2月号

### 2011年開始
- 不思議テイルズガーデン（水都あくあ）：2011年1月号 - 2011年3月号
- わがままなツバサ（中嶋ゆか）：2011年6月号 - 2011年11月号
- 恋×カギシリーズ（能登山けいこ）：2011年6月号 - 2011年12月号
  - 恋×カギ〜このカギは世界を変えるカギですか？〜（中学生編）：2011年6月号 - 2011年8月号
  - 恋×カギ（高校生編）：2011年10月号 - 2011年12月号
- トライ/アングル（久世みずき）：2011年7月号 - 2011年9月号
- クッキングママ（森江真子）：2011年9月号 - 2015年3月号

### 2012年開始
- キミのためならっ!（中嶋ゆか）：2012年2月号 - 5月号、7月号 - 9月号
- 放課後エデン（能登山けいこ）：2012年3月号 - 8月号
- みんなでハッピー☆たまごっち!（あさだみほ）：2012年3月号 - 2014年7月号
- ドーリィ♪カノン（やぶうち優）：2012年4月号 - 2016年2月号
- オオカミ少年♥こひつじ少女（環方このみ）：2012年5月号 - 8月号
- キミは宙のすべて（能登山けいこ）：2012年8月号 - 2015年7月号
- ある日 犬の国から手紙が来て（竜山さゆり）：2012年8月号 - 11月号
- 12歳。シリーズ（まいた菜穂）：2012年9月号 - 2019年11月号
  - 12歳。 〜コクハク〜：2012年9月号 - 2012年12月号
  - 12歳。 〜boy friend〜：2013年2月号 - 2013年8月号
  - 12歳。 〜ココロ〜：2013年10月号 - 2014年3月号
  - 12歳。 〜ヤクソク〜：2014年5月号 - 2014年10月号
  - 12歳。 〜トマドイ〜：2014年12月号 - 2015年6月号
  - 12歳。 〜ハツコイ〜：2015年8月号 - 2015年12月号
  - 12歳。 〜ミライ〜：2016年2月号 - 2016年7月号
  - 12歳。 〜カタオモイ〜：2016年9月号 - 2017年2月号
  - 12歳。 〜イノリ〜：2017年4月号 - 2017年9月号
  - 12歳。 〜サカミチ〜：2017年11月号 - 2018年4月号
  - 12歳。 〜タカラモノ〜：2018年6月号 - 2018年8月号
  - 12歳。 〜ダイスキ〜：2018年9月号 - 2019年2月号
  - 12歳。 〜ソツギョウ〜：2019年4月号 - 2019年11月号
- エリートジャック!!（いわおかめめ）：2012年9月号 - 2015年12月号
- 魔法使いに姫のkiss（久世みずき）：2012年12月号 - 2013年2月号
- ロマンチックアンティーク（中嶋ゆか）：2012年12月号 - 2013年5月号

### 2013年開始
- てぃんくるコレクション（和央明）：2013年1月号 - 2013年6月号
- ハルと魔法のカギ（漫画：白雪バンビ・原作：武内昌美）：2013年3月号 - 2013年12月号
- 夏恋スローライン（久世みずき）：2013年7月号 - 2013年10月号
- ちっ恋!（くまき絵里）：2013年8月号 - 11月号、2014年4月号 - 7月号
- 寄り道のふたり〜失恋days〜（中嶋ゆか）：2013年8月号 - 2013年11月号
- おやすみメモリーズ（笹木一二三）：2013年11月号 - 2014年1月号
- ひとりじめ♥ヒロイン（久世みずき）：2013年12月号 - 2014年3月号

### 2014年開始
- 寄り道のふたり〜寄り道部始めました〜（中嶋ゆか）：2014年1月号 - 2014年3月号
- 妖怪ウォッチ 〜わくわく☆にゃんだふるデイズ〜（もりちかこ）：2014年2月号 - 2017年5月号
- 恋して!るなKISS（中原杏）：2014年4月号 - 2018年1月号
- オトナみたいに恋してる!（うちはら香乃）：2014年4月号 - 2014年6月号
- 女のコのはじめかた（森田ゆき）：2014年6月号 - 2014年8月号
- ひめ恋マーメイド（青空チロル）：2014年7月号 - 2014年9月号
- ドレみふぁ♪たまごっちーず（加藤みのり）：2014年8月号 - 2016年3月号
- プリパラ（辻永ひつじ）：2014年8月号 - 2017年5月号
- 美女でナイト!（和央明）：2014年9月号 -  2015年2月号、2015年5月号 - 2015年10月号
- とろけるまじかるフロマージュ（白雪バンビ）：2014年9月号 - 2014年12月号
- 愛されすぎてこまる!（うちはら香乃）：2014年9月号 - 2014年11月号
- ヒミツの王子様✩（八神千歳）：2014年10月号 - 2016年6月号
- オオカミ少年♥こひつじ少女（環方このみ）：2014年10月号 - 2014年12月号
- COLORS!（中嶋ゆか）：2014年11月号 - 2015年2月号、2015年7月号 - 2015年9月号
- オトナ日記〜僕でいられないのは、君のせい〜（くまき絵里）：2014年12月号 - 2015年2月号
- ヒャッハーだよ♪ふなっしー（まえだくん）：2014年12月号 - 2017年1月号

### 2015年開始
- 目覚めればプリンセス（青空チロル）：2015年1月号 - 3月号
- 初恋マイホーム（森田ゆき）：2015年2月号 - 4月号、2015年6月号 - 9月号
- プリプリちぃちゃん!!（篠塚ひろむ）：2015年4月号 - 2019年3月号
- 花嫁といじわるダーリン（にしむらともこ）：2015年4月号 - 6月号
- 探偵ミーミのおしゃれ事件簿（ふじたはすみ）：2015年4月号 - 6月号、2015年9月号 - 11月号、2016年2月号 - 4月号
- ケータイ彼氏（うちはら香乃）：2015年4月号 - 6月号
- お願い♥ロザリオ（青空チロル）：2015年7月号 - 9月号
- ミステリーハンター（泉道亜紀）：2015年8月号 - 10月号
- 鈴と3つごのボーイフレンド（うちはら香乃）：2015年10月号 - 12月号、2016年4月号 - 7月号
- 小悪魔♥MOMO（もちうさぎ）：2015年10月号 - 12月号
- 終わる世界でキミに恋する（能登山けいこ）：2015年10月号 - 2018年12月号
- 恋するキッチン!（寺下よこ）：2015年11月号 - 2016年1月号
- ねこ、はじめました（環方このみ）：2015年11月号 - 2016年1月号、2016年12月号 - 連載中
- センセイには恋しない!?（森田ゆき）：2015年12月号 - 2017年7月号

### 2016年開始
- GAL★せんせーしょん（和央明）：2016年2月号 - 2016年7月号
- ことり♪ファミリア（もちうさぎ）：2016年3月号 - 2016年5月号
- ゲキカワ♥デビル（やぶうち優）：2016年4月号 - 2019年12月号
- JKおやじ!（加藤みのり）：2016年4月号 -  2024年6月号[1]
- アイカツスターズ!（如月ゆきの）：2016年5月号 - 2018年3月号
- ロボ☆コン（月鈴茶子）：2016年5月号 - 2016年10月号
- 原宿キャンディーキッチン（ふじたはすみ）：2016年7月号 - 2016年9月号
- ゆめの未来日記（阿南まゆき）：2016年7月号 - 2016年9月号
- なないろ♥チェンジ（もちうさぎ）：2016年7月号 - 2016年10月号
- ハピコン!（八神千歳）：2016年9月号 - 2017年8月号
- まんが日本おかしばなし（えびなしお）：2016年9月号 - 2017年9月号
- だいすき! チェリー&Co（和央明）：2016年10月号 - 2016年12月号、2017年4月号 - 2017年6月号
- 花咲く♡ウエディング（大木真白）：2016年10月号 - 2016年12月号
- サヨナラの温度（中嶋ゆか）：2016年10月号 - 2016年12月号
- 会長様とひよこちゃん（如月ゆきの）：2016年11月号 - 2017年1月号、2017年3月号 - 2017年5月号、2017年8月号 - 2018年9月号
- ペロって! パグ美ちゃん♪（月鈴茶子）：2016年11月号 - 2018年6月号

### 2017年開始
- ちあふるワンダーランド（ふじたはすみ）：2017年2月号 - 2017年4月号
- 悪魔くんのカノジョ。（くまき絵里）：2017年4月号 - 2017年6月号
- アイドル×戦士 ミラクルちゅーんず! 〜キラキラフィーバー☆LIVE〜（小倉あすか）：2017年5月号 - 2018年2月号
- アイドルタイムプリパラ（辻永ひつじ）：2017年6月号 - 2018年4月号
- おてんば娘にイジワル執事（青空チロル）：2017年6月号 - 2017年8月号
- スイーツ怪盗バニラムーン（にしむらともこ）：2017年7月号 - 2017年9月号、2017年12月号 - 2018年2月号
- まるもふびより しろくまモップのゆるふわダイアリー（詩瀬はるな）：2017年7月号 - 2019年6月号
- きらめきランウェイ!（ふじたはすみ）：2017年8月号 - 2017年10月号、2018年2月号 - 2018年4月号、2018年9月号 - 2019年2月号、2019年8月号 - 2018年12月号
- ボーイフレンド（森田ゆき）：2017年9月号 - 2019年9月号
- TOKYO★魔女ハウス（いわおかめめ）：2017年9月号 - 2017年11月号
- Honey♥Days（八神千歳）：2017年10月号 - 2018年10月号
- 天使なキミは悪魔なカレシ!?（小森チヒロ）：2017年11月号 - 2018年1月号

### 2018年開始
- くるくる!チェンジライフ（あずき友里）：2018年1月号 - 2018年3月号
- [急上昇]ハムちゃんねる（えびなしお）：2018年2月号 - 2018年4月号
- ほうかご☆旧校舎（うちはら香乃）：2018年3月号 - 2018年5月号
- ひかりオンステージ!（中原杏）：2018年4月号 - 2020年6月号
- プリンス☆パーティー（辻永ひつじ）：2018年4月号 - 2018年6月号
- はろー!マイベイビー（かわだ志乃）：2018年5月号 - 2018年7月号、2018年10月号 - 2018年12月号、2019年3月号 - 2024年8月号[2]
  - はろー!マイベイビーS：2024年9月号[3] - 連載中
- レイトン ミステリー探偵社 カトリーのナゾトキ事件簿（おりとかほり）：2018年5月号 - 2019年2月号
- アイカツフレンズ!（小森チヒロ）：2018年5月号 - 2019年10月号
- キラッとプリ☆チャン（辻永ひつじ）：2018年5月号 - 2021年6月号
- オレのお嬢に手を出すな!（いわおかめめ）：2018年6月号 - 2018年8月号
- 森ののくまちゃん（えびなしお）：2018年6月号 - 2019年3月号、2019年6月号 - 連載中
- ブラックアリス（なかむらさとみ）：2018年7月号 - 2018年9月号、2019年2月号 - 2019年6月号、2019年9月号 - 2020年1月号、2020年5月号 - 2020年9月号、2021年8月号 - 2021年10月号
- ヒミツのわんこさん☆（月鈴茶子）：2018年7月号 - 2019年2月号
- ネコ・トモ（もりちかこ）：2018年9月号 - 2019年4月号
- げっし〜ず（鮎ヒナタ）：2018年10月号 - 2018年12月号、2020年7月号 - 2020年10月号
- 番犬ハニー♥（如月ゆきの）：2018年11月号 - 2020年6月号
- 恋するメゾン（八神千歳）：2018年12月号 - 2020年2月号

### 2019年開始
- はつ恋、落としました。（笹木一二三）：2019年1月号 - 2019年3月号
- バケモノ係!（中嶋ゆか）：2019年3月号 - 2019年5月号
- はつこいデコレーション!（花星みくり）：2019年4月号 - 2019年6月号
- キセキのローレライ（能登山けいこ）：2019年5月号 - 2020年7月号
- メロと恋の魔法（篠塚ひろむ）：2019年6月号 - 2021年1月号
- キョーダイなんかじゃいられない!（辻永ひつじ）：2019年7月号 - 2019年9月号、2019年12月号 - 2020年4月号、2020年6月号 - 2020年10月号
- 夜からはじまる私たち（ときわ藍）：2019年10月号 - 2019年12月号
- 片想いミステイク!（森田ゆき）：2019年11月号 - 2023年10月号
- アイカツオンパレード!（小森チヒロ）：2019年11月号 - 2020年4月号

## 2020年代開始

### 2020年開始
- 今日からパパは神様です。（寺本実月）：2020年1月号 - 2020年3月号、2020年7月号 - 2020年9月号、2021年1月号 - 2024年10月号[4]
- 映画 ドラえもん のび太の新恐竜〜ふたごのキューとミュー〜（漫画：ときわ藍・原作：藤子・F・不二雄・脚本：川村元気・協力：むぎわらしんたろう）：2020年1月号 - 2020年4月号
- 大人はわかってくれない。（まいた菜穂）：2020年2月号 - 2023年4月号
- あつまれ どうぶつの森〜のんびり島だより〜（加藤みのり）：2020年2月号 - 2022年6月号
- そらいろメモリアル（やぶうち優）：2020年3月号 - 2020年11月号
- 溺愛ロワイヤル（八神千歳）：2020年4月号 - 連載中
- マジたん！〜マジシャンときどき探偵〜（中嶋ゆか）：2020年4月号 - 2020年6月号
- ガル学。〜聖ガールズスクエア学院〜（おりとかほり）：2020年5月号 - 2021年4月号
- 同級生と恋する方法（大木真白）：2020年7月号 - 2020年8月号、2020年11月号 - 2021年1月号、2021年3月号 - 2021年7月号、2021年10月号[5] - 2022年2月号、2022年5月号[6] - 2022年9月号
- ヒーローくんに恋してるっ！（如月ゆきの）：2020年8月号 - 2021年6月号
- 名探偵は三姉妹!?（あずき友里）：2020年8月号 - 2020年10月号、2021年2月号 - 2021年4月号
- はるお嬢さま、恋のお時間です!（中原杏）：2020年9月号 - 2021年5月号
- RIRIA－伝説の家政婦－（にしむらともこ）：2020年10月号 - 2020年12月号、2021年4月号 - 2021年9月号
- トゥインクル☆キッチン（きたむらゆうか）：2020年12月号 - 2021年2月号

### 2021年開始
- 恋して♥悪役プリンセス！（辻永ひつじ）：2021年1月号 - 2021年3月号
- アイカツプラネット! ドレドレ☆ドレシア（えびなしお）：2021年2月号 - 2022年7月号
- 青のアイリス（やぶうち優）：2021年2月号 - 2021年9月号、2022年3月号 - 2022年9月号
- ポンポコロボ アト＆スゥ（篠塚ひろむ）：2021年4月号 - 2023年2月号
- 人魚のナミダ（中嶋ゆか）：2021年5月号 - 2021年7月号
- ヴァンパイアの花嫁（小倉あすか）：2021年6月号 - 2021年8月号
- カラフル!（ときわ藍）：2021年7月号 - 2021年11月号、2022年2月号 - 2022年8月号
- ディアバディ〜きずな動物病院〜（あずき友里）：2021年8月号 - 2022年4月号
- キング様のいちばん星（如月ゆきの）：2021年9月号 - 連載中
- もののけ乱舞 〜陰陽奇譚〜（おりとかほり）：2021年10月号[5] - 2021年12月号
- ワッチャプリマジ!（辻永ひつじ）：2021年10月号 - 2022年11月号
- キミと結婚なんかしない!（辻永ひつじ）：2021年11月号[7] - 2022年3月号

### 2022年開始
- 天使と悪魔とわたし。（中嶋ゆか）：2022年2月号 - 2022年4月号、2022年9月号 - 2023年1月号
- ガル学。Ⅱ 〜Lucky Stars〜（おりとかほり）：2022年3月号 - 2022年5月号
- 君と月夜のジュリエット（小倉あすか）：2022年4月号[8] - 2022年8月号
- キミの甘さじゃときめかない（詩瀬はるな）：2022年5月号[6] - 2022年7月号、2022年10月号 - 2023年1月号
- 怪盗は今宵も花束を。〜涙のジュエル〜（おりとかほり）：2022年6月号[9] - 2022年8月号
- げっし〜ず（お話：えびなしお、絵：柏ぽち）：2022年7月号 - 2025年2月号[10]
- リズスタ-Top Of Artists!-（くろだまめた）：2022年8月号[11] - 2022年12月号
- わるものボーイフレンド（三ツ星しずく）：2022年8月号[11] - 2022年10月号
- 2人はS×S（くまき絵里）：2022年11月号[12] - 2023年1月号、2023年4月号 - 2023年6月号
- アオハルステージ 〜わたしとヒミツの舞台姫〜（小倉あすか）：2022年12月号[13] - 2023年2月号

### 2023年開始
- 初恋わんチャンス（あずき友里）：2023年1月号[14] - 2023年3月号
- 愛と暴君。（三ツ星しずく）：2023年2月号[15] - 2023年6月号
- イイネ！♥👍REIWAギャル★あみるん（いわおかめめ）：2023年2月号[15] - 2023年4月号、2023年8月号 - 2023年10月号
- ずるい恋の叶え方〜恋愛超理論〜（辻永ひつじ）：2023年3月号[16] - 2023年5月号
- メイクのお姫様（きたむらゆうか）：2023年3月号[16] - 2023年5月号、2023年10月号 - 2023年12月号、2024年5月号[17] - 2024年7月号[18]、2024年10月号[19] - 2024年12月号[20]
  - メイクのお姫様 dream（きたむらゆうか）：2025年2月号[21] - 2025年4月号[22]
  - メイクのお姫様 twins（きたむらゆうか）：2025年7月号[23] - 2025年9月号[24]
- 幼なじみと恋する方法（大木真白）：2023年4月号 - 2023年8月号、2023年10月号 - 2024年2月号、2024年4月号[25] - 2024年8月号[2]、2024年10月号[19] - 2025年2月号[10]、2025年4月号、2025年5月号[26]、2025年6月号（番外編）[27]
- 星のカービィ〜ゆるっとプププ〜（加藤みのり）：2023年4月号 - 連載中
- ケモっちびより！（篠塚ひろむ）：2023年5月号[28] - 連載中
- アクマでこれは恋じゃない！（七野ナナ）：2023年6月号[29] - 2023年8月号、2023年11月号[30] - 連載中
- ポケットモンスター 〜リコの宝物〜（おりとかほり）：2023年6月号[29] - 2023年8月号[注釈 1]
- ビリドル革命!!（あずき友里）：2023年7月号[31] - 2023年9月号
- 恋するアバターちゃん（相庭）：2023年7月号[31] - 2023年9月号
- シャイニング！（まいた菜穂）：2023年8月号[32] - 連載中
- キュンとさせんで雅くん（詩瀬はるな）：2023年9月号 - 2023年11月号
- ぽかんとたん 〜ぽかんとしてもまぁいっか〜（おうあすみおっけ〜たん）：2023年9月号 - 2024年6月号[1]
- ポケットモンスター 〜よりみちぼるてっかーず!!〜（喜瀬りっか）：2023年9月号 - 2024年8月号[2]
- 猛毒なキミと恋ワズライ（三ツ星しずく）：2023年9月号 - 2024年1月号
- ゆめゆめアイドル（花星みくり）：2023年11月号[30] - 2024年1月号[33]
- シークレット・ドッグ〜わたしの愛犬ボディーガード〜（桜庭あも）：2023年12月号[34] - 2024年2月号

### 2024年開始
- 美獣とランウェイ（相庭）：2024年1月号[35] - 2024年5月号[36]
- こいしか！ 〜恋はしかく？〜（森田ゆき）：2024年2月号[37] - 連載中
- まるさんかくしかく＋（東村アキコ）：2024年2月号[37] - 連載中
- まんぷく！ 熊猫亭（くろだまめた）：2024年2月号[37] - 2024年4月号[25]、2024年7月号[38] - 2024年9月号[39]
- 男子寮のひつじちゃん（三ツ星しずく）：2024年3月号[40] - 2024年4月号、2024年7月号[18] - 2024年9月号[39]
- 花丸!! スマイルきっず（雨縞しなと）：2024年3月号[40] - 2024年5月号[36]
- 〆切おわりの恋はあまい（詩瀬はるな）：2024年6月号[41] - 2024年8月号[2]
- 宇宙人ピコとメロのJS研究所2代目（望月らむ）：2024年8月号[42] - 2025年1月号[43]
- 月宮くんちのキョーダイ事情（あずき友里）：2024年8月号[42] - 2024年10月号[4]、2025年2月号[21] - 2025年4月号[22]
- おばぶたん（加藤みのり）：2024年9月号[44] - 連載中
- たまごっちのまんがだよ！（羽山ゆあ）：2024年9月号[44] - 2025年1月号[43]
- 迷探偵ハーミット（桜庭あも、謎監修：小出真朱）：2024年9月号[3] - 2024年11月号[45]
- らぶいーず＠がくえん（こまたしいな、原作・著：らぶいーず）：2024年9月号[44] - 2025年9月号[24]
- 1・2・3で今すぐできる！カワイイのちかみち（雨縞しなと）：2024年10月号[4] - 2025年2月号[10]、2025年3月号[46]、2025年4月号[22]、2025年6月号[47] - 連載中 ※シリーズ読み切り[4]→連載[48]
- うるとら☆リッチLOVE（花星みくり）：2024年11月号[49] - 2025年1月号[43]、2025年5月号[26] - 2025年7月号[23]
- ぶっとばせ！マジカリーディング★（喜瀬りっか）：2024年11月号[49] - 2025年1月号[43]
- 僕は人魚姫を食べたい（小倉あすか）：2024年12月号[50] - 、2025年6月号[27] - 2025年8月号[51]

### 2025年開始
- ももいろアイドルくん♡♪（相庭）：2025年1月号[52] - 2025年3月号[46]
- ひみつのアイプリ（原作：タカラトミーアーツ・シンソフィア、漫画：羽山ゆあ）：2025年2月号[10] - 連載中
- すとぷり執事に今日もキュンが止まりません！（伊藤ろく）：2025年3月号[53] - 2025年5月号[26]、2025年7月号[54] - 連載中
- ようこそ！ハッピーベビタッピ（さなだ麦）：2025年3月号[46] - 連載中
- 推しのためにバズっ！きゅんが〜る☆（こまたしいな）：2025年4月号[22] - 2025年6月号[47]
- うるとら☆リッチLOVE（花星みくり）：2025年5月号[26] - 連載中
- 本当の友だち-学校のなか-（五木愛）：2025年6月号[27] - 2025年8月号[51]
- 正義くんブローバック！ 〜カゲキな日常警護録〜（えびなしお）：2025年7月号[23] - 2025年9月号[24]
- 兎美くんはあざとい（くろだまめた）：2025年8月号[55] - 連載中
- 1秒先は、恋（大木真白）：2025年9月号[56] - 連載中
- KAWAII戦士♡きゅーすと伝説（なかむらさとみ）：2025年9月号[56] - 連載中

## 開始時期不明
本節は五十音順で記載。
- おじゃる丸（犬丸りん・手丸かのこ） - 2001年9月号
- オシャレ魔女♥ラブandベリー
- おはぎ ザ・ナンバーワン!（小室栄子）
- キョロちゃん（たちいりハルコ） - 2001年4月号
- しーこっこ（鳴母ほのか）
- スージーちゃんとマービー（中森衣都） - 2000年3月号
- とっとこハム太郎（河井リツ子）

## ちゃおプラス[57](旧ちゃおコミ)で連載されたオリジナル作品
＊現在関連付けられているページは2024年11月時点のものである。
- 少女漫画のヒーローになりたいのにヒロイン扱いされる俺。(八神千歳) 2021年10月15日-連載中[58]
- おいぬさまのココろえ 環方このみ 2022年4月2日-2023年1月9日 [59]
- こわい家、あります 。くらやみくんのブラックリスト 漫画 姫野よしかず 原作 藍沢羽衣2021年8月10日] -2022年12月7日[60]
- 私立くらげ小学校 おおうちえいこ 2021年10月29日-2023年3月11日[61]
- さよなら田中さん 漫画小川こはる 原作鈴木るりか 2022年1月10日-12月4日 [62]
- 太陽はひとりぼっち 漫画 小川こはる 原作 鈴木るりか 2023年3月8日-連載中 [63]
- リアル鬼ごっこセブンルールズ 漫画 名束くだん 原案・監修 山田悠介 原作 江坂純 イラスト さくしゃ2 2023年8月17日-12月28日 [64]
- 愛するあなたは推しで王子様~異世界恋愛記~  (辻永ひつじ)2022年9月9日-連載中[65]
- ご不要買い取ります~リサイクルショップ・ラブソル~ (栖川マキ) 2021年11月2日-2023年5月4日[66]
- ウェディング・デスゲーム (春瀬はるか) 2021年8月10日-2022年10月7日[67]
- 神様と偽装カップルはじめました (小森チヒロ)2021年12月29日-連載中 [68]
- もふもふ執事 しば丸さん! (くろだまめた)2022年1月1日-連載中 [69]
- 望む、世界の果て (春瀬いつき) 2021年10月28日-2023年3月9日[70]
- 華麗なる探偵アリス&ペンギン 漫画 詩瀬はるな 原作 南房秀久キャラクターデザイン あるや 2021年8月10日-連載中[71]
- 今日からパパは神様です 番外編 寺本実月2021年10月13日-連載中[72]
- プリティーオールフレンズ (辻永ひつじ) 2021年8月10日-連載中[73]
- はじまりの入道雲 〜まんが家物語〜 (ときわ藍 ) 2021年8月10日-連載中[74]
- ぷくぷく天然かいらんばん おかわり( 竜山さゆり) 2022年2月28日-連載中[75]
- 4年1組 (福永まこ)2021年8月11日-連載中[76]
- ドリームゲーム (にしむらともこ) 2022年8月1日-11月21日[77]
- チャームエンジェル−星天使編− (もりちかこ) 2023年8月11日-2024年1月19日[78]
- 続・真代家こんぷれっくす! (久世みずき) 2021年10月21日-2022年9月20日 [79]
- 天使な君のずるい顔 (青空チロル) 2023年7月4日-8月15日 [80]
- ノラネコと太陽  (羽山ゆあ) 2023年5月16日-7月15日 [81]
- みえてますっ!?御厨さんの占卜奇譚 (兄崎ゆな) 2022年8月4日-2023年1月19日[82]
- 春を彩るハイトーン (今坂みう) 2023年1月26日-4月6日[83]
- META・HUNTER (鮎ヒナタ) 2023年5月5日-7月28日 [84]
- オーロラの空にあしたが消えてしまう前に |漫画 ナッツ 原作 真佐木ケイ 2023年4月27日 -2024年６月19日 [85]
- からまわりディスタンス (時田鈴) 2022年12月15日 -２０２４年４月８日 [86]
- エルピーと推しの生活 (えるたま) 2023年5月3日-連載中 [87]
- しあわせうさぎ (中川いさみ) 2023年1月1日-連載中[88]
- 極上!!めちゃイケプリンセス シリーズ (にしむらともこ) 2023年5月2日- 6月27日 2023年8月15日-10月10日、2023年12月14日-2024年２月１日 2024年４月２５日-2024年10月10日 [89]
- JS研究所 (くろだまめた) 2023年1月24日- 連載中 [90]
- そらいろメモリアル(やぶうち優) 2023年8月11日-10月22日 [91]
- ちゃお不思議クラブ(坂元勲) 2022年8月3日-連載中 [92]
- ドラゴン様、食べちゃダメ♡(花星みくり)|| || 2022年1月6日-連載中 [93]
- 泣き虫鬼さん拾いました(中嶋ゆか) 2023年5月1日-連載中 [94]
- 姫さまですよねっ!?漫画 (くろだまめた)原作 ソウマチ 2022年5月30日-連載中 [95]
- 風紀委員長は不純なキスを拒めない (きらきひろ) 2023年8月20日-10月29日 [96]
- 見えないように (星乃みき) 2023年8月19日-連載中 [97]
- 魔法少女ミーミ☆マジカルドリーム(真山リコ)2022年7月5日-連載中 [98]
- 狐と兎の萌ゆる恋 (桜庭あも) 2023年7月11日-9月19日、2024年２月２７日- [99]
- 恋するふたごくん (南まいと) 2023年10月24日-2024年1月9日 [100]
- 多賀谷くん、これって恋ですか?(雨縞しなと) 2023年8月18日-10月27日 [101]
- ジュリエットは2度死なない (春瀬いづき) 2023年10月17日-２０２４年４月２日 [102]
- しあわせうさぎ (中川いさみ) [103] 2023年1月1日-連載中
- まるさんかくしかく+ (東村アキコ) 2023年12月15日-連載中 [104]
- ふしぎな猫のまちメルティア (佐倉おりこ) 2023年12月17日-連載中 [105]
- ゴールデンエスケープ (原作 春瀬花香)(作画 神近みち) 2023年12月17日-2024年9月1日 [106]
- バトルONアイス( おりとかほり) 2023年12月17日-2024年3月10日 [107]
- 想い絡まり、いつか君と。 (今坂みう)2023年12月22日-連載中 [108]
- 幸せなお弁当 (原作 武内昌美)(作画 寺下よこ)　２０２３年１２月１８日-連載中 [109]
- 鹿羽くんの怪奇クラブ (阿南まゆき)2023年8月18日- ２０２４年４月１３日 [110]
- 午前3時の一等星(五木あい) 2023年11月21日-２０２４年２月６日 [111]
- だいすき!超ときめき♡宣伝部　(鮎　ヒナタ)　2024年１月２７日-連載中　[112]
- レディ・バケーション！〜お嬢様と秘密のガーディアン〜　(喜瀬　りっか)　2024年３月１３日-５月1日　[113]
- ひみつのアイプリ　フルカラーおさらい４コマ　(原作　タカラトミーアーツ　シンソフィア)　(作画　みたう)　2024年４月８日-連載中　[114]
- 覚悟してよね?センパイ　(おりとかほり)　2024年４月２９日-連載中 [115]
- あおのタイムカプセル　(まふぁーる)　2024年４月２２日-連載中　[116]
- 姫ギャル♥パラダイスJr.(和央　明) 2024年４月２８日-連載中 [117]
- 金剛寺モサ子と100の恋、と私。(えびなしお)　2024年4月23日-5月21日[118]
- 幼なじみにヒミツの初恋　(砂熊　ねむ) 2024年4月23日-8月27日

- たまごっちのまんがだよ！(羽山　ゆあ)　2024年3月26日-連載中　[120]
- きかいなハートビート　(時田　鈴)2024年5月1日-9月4日　[121]
- 上杉くんは女の子をやめたい　(やぶうち優)　2024年5月4日-連載中　[122]
- うそつきオトナチェンジ ！(こまたしいな)　2024年4月21日-7月7日　[123]
- ヒカリとモッくん　（原作　きゅうた）　（作画　きらきひろ）2024年３月２５日-連載中 [124]
- ペンギンのことが好き?~きみの羽毛さんになりたい~　（作画 環方このみ）（監修協力 すみだ水族館） 2024年４月２７日-連載中 [125]
- 好きです、夢追う夢くん　（ときわ藍）2024年６月２６日-連載中　[126]
- 没落マイレディ　（花里みくり）2024年６月２７日-連載中　[127]
- 異世界で爆イケ王子が困っているので救世主になってみた　（もりちかこ）2024年8月25日-連載中[128]
- 青春クレイジーパンチ　（アモーレまりな）2024年5月29日- 連載中[129]
- ウサキッス　（春瀬いづき）　2024年9月3日-11月19日[130]
- 私たちは花丸がもらえない　（望月らむ゙）2024年4月6日-11月6日　[131]
- イイネ！REIWAギャル★あみるん plus（いわおかめめ）2024年6月26日-連載中
- ぽかんとたん　ぽかんとしても　まぁいっか（おやすみおっけ〜たん）　2024年9月5日-連載中　[132]
- 結婚してくれなきゃ死んでやる。　（能登山けい子）　2024年9月1日-連載中[133]
- ROCK,N りとる☆スターズ　（藤都子）2024年9月1日-2025年3月2日[134]
- ハイカラおとめ　〜開花宣言〜　（花星みくり゙）2023年2月2日-2025年1月2日　[135]
- 奏くんのヒミツごと　（詩瀬はるな）2024年10月24日-連載中　[136]
- 教えてください！白州くん　（あずき友里）2023年11月14日-連載中[137]
- 悪役令嬢になっちゃったので断罪回避のため王子様をプロデュースさせていただきます！（喜瀬りっか）2025年6月3日-連載中[138]
- カヴ♡らぶ　（春瀬花香）2024年12月30日-連載中[139]
- スマホ探偵　小鳥遊凛　（原作　志駕晃）　（作画　雨縞しなと）2025年6月24日-連載中[140]
- カレの母性に支配されています　（まふぁーる）2024年12月25日-連載中　[141]
- でびるんしぇあはうすっ　（作画　桜庭あも）（監修　ANYCOLOR株式会社）2025年4月2日-連載中

- ヴィランズの姫君　（中嶋ゆか）2024年12月27日-連載中[143]
- ゆるいかぷらす！　（みいるか）2024年12月29日-連載中 [144]
- 風ノまつりうた　（森栗丸）2025年6月22日−連載中　[145]
- ビューティーポップ Returns（あらいきよこ）2025年4月27日−連載中[146]

## ちゃおプラスに移籍したちゃおデラックスオリジナル作品
- 連載開始月日はちゃおプラスに掲載された日に基づいている。

＊現在関連付けられているページは2025年3月時点のものである。
- おかえりハニー（いわおかめめ）：2022年11月28日−連載中 [147]
- オレ様キングダムDX（八神千歳）2024年5月20日−連載中[148]
- 金目銀目ねこ館（竜山さゆり）2022年11月27日− 連載中[149]
- この恋が、罪だとしても（中原杏）：2022年11月29日 -連載中

- ショコラの魔法（みづほ梨乃）※『ちゃお』本誌または『ちゃおデラックスホラー』にて不定期で連載あり　2021年8月10日−連載中[151]
- 天使と悪魔とわたし。（中嶋ゆか）： - 2022年5月13日−2024年11月20日[152]
- 透明なソラリス（あまねあい）：2024年1月19日−連載中 [153]
- ないしょのリリー（ふじたはすみ）：2022年10月23日-連載中[154]
- ブラックアリス（なかむらさとみ）：2021年8月10日 -連載中[155]
- メイドは恋する蜂谷くん（小森チヒロ）：2023年2月25日 -（不定期連載）[156]
- ヴァンパイアの花嫁（小倉あすか）　2022年5月2日−連載中（不定期連載）[157]